# Andrés Domingo y Morales del Castillo
Domingo y Morales del Castillo est un nom espagnol. Le premier nom de famille, en général paternel, est Domingo ; le second, en général maternel, souvent omis, est Morales del Castillo.
Andrés Domingo y Morales del Castillo (né le 4 septembre 1892 à Santiago de Cuba et mort le 1er juin 1979 à Miami) était un homme politique cubain.
Il fut également juriste, sénateur (1944-1952), ministre du gouvernement et président par intérim de Cuba.

## Biographie
Il était le fils de Andrés Domingo y Romero et Antonia Morales del Castillo y Durive. Il est diplômé de la faculté de droit de l'Université de La Havane. Il a servi comme juge et plus tard sénateur en 1944 et 1948.
Domingo a été ministre de la présidence, de la Justice, du Logement, de la Défense et ministre des Affaires étrangères pendant les mandats de président de Fulgencio Batista. Le 14 août 1954, Batista a nommé Domingo à la présidence par intérim de Cuba afin de pouvoir se présenter à la présidence. Une fois que Batista a été nommé à la présidence le 24 février 1955, Domingo a repris ses fonctions ministérielles.
Il ne s'est jamais marié.